# Jane Gylling
Jane Hilda Charlotta Gylling (Visby, Gotland, 6 d'abril de 1902 - Örgryte, Göteborg, 10 de març de 1961) va ser una nedadora sueca que va prendre part en els Jocs Olímpics de 1920, d'Anvers, i de 1924, a París.
El 1920 disputà les tres proves del programa de natació: en els 100 metres lliures i 300 metres lliures fou sisena en la final, mentre en el relleu 4 x 100 metres lliures guanyà la medalla de bronze formant equip amb Emy Machnow, Carin Nilsson i Aina Berg.
Quatre anys més tard, a París quedà eliminada en la prova dels 400 metres lliures.